# Saligprisningarnas berg

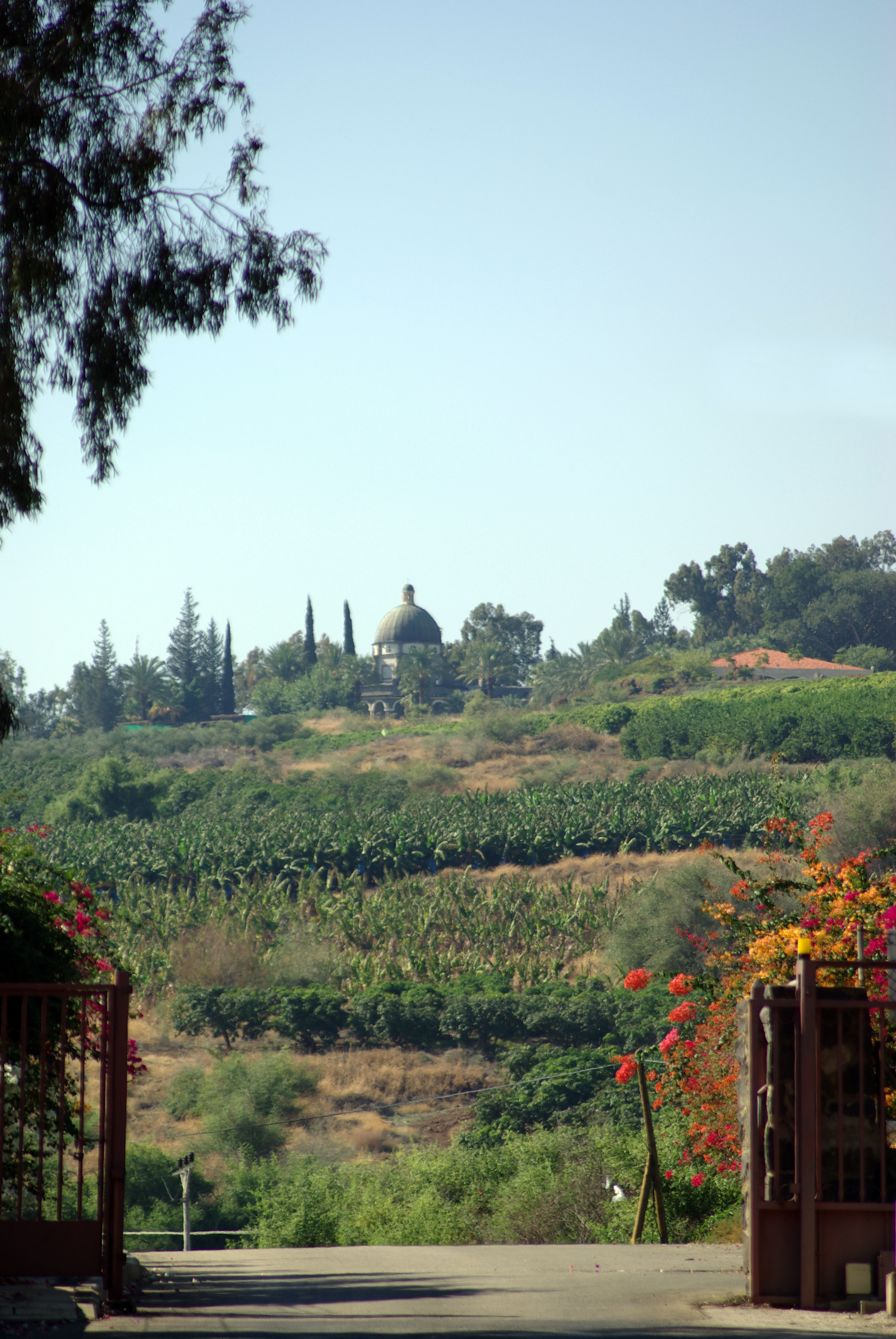
Saligprisningarnas berg sett från Kafarnaum.

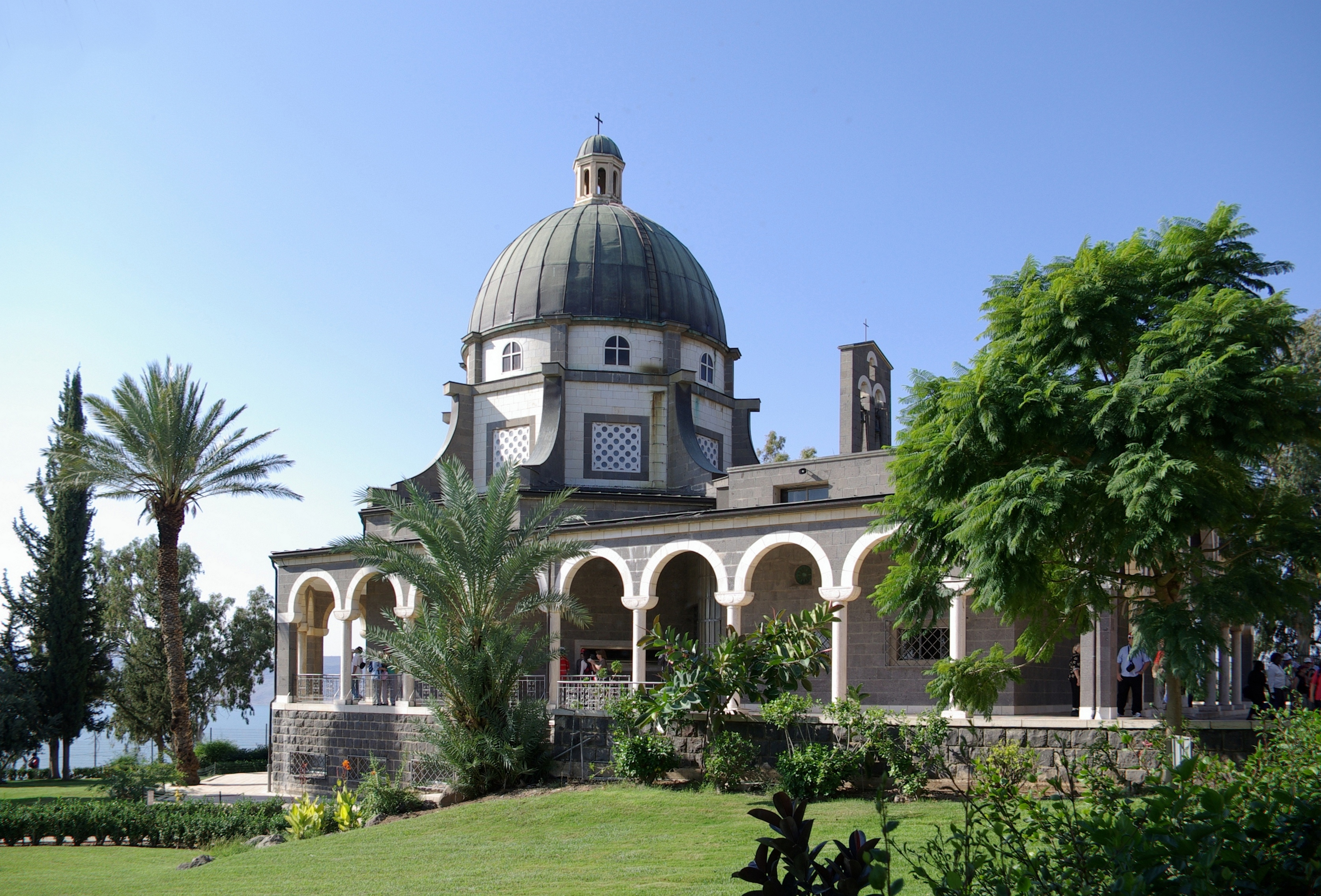
Romersk-katolskt kapell på Saligprisningarnas berg.

Saligprisningarnas berg är en sluttande höjd i norra Israel där Jesus  enligt traditionen höll sin bergspredikan. Platsen som utpekats ligger på nordvästra kusten av Galileiska sjön, strax väster om Kafarnaum.
En bysantinsk kyrka uppfördes i närheten av den nuvarande platsen på 300-talet e.Kr. och användes fram till 600-talet. Lämningar av ett cistern och ett kloster är fortfarande synliga. Det nuvarande katolska franciskanska kapellet byggdes 1938.